# Suite gothique
Suite gothique, op.25, är ett orgelverk av den franska tonsättaren Léon Boëllmann.
1. Introduction - Choral
2. Menuet gothique
3. Prière a Notre-Dame
4. Toccata